# Boston Garden
El Boston Garden va ser un pavelló que fou inaugurat el 17 de novembre del 1928 a Boston, Massachusetts. Va ser dissenyat pel promotor de boxa Tex Rickard, que també va construir la tercera encarnació del Madison Square Garden, el pavelló va ser originalment anomenat "Boston Madison Square Garden" però posteriorment canvià el nom per Boston Garden. Localitzada a dalt de la North Station, una estació de tren. El pavelló acollia partits dels Boston Bruins i dels Boston Celtics, així com concerts de rock, esports amateur, i espectacles de boxa i de lluita lliure. El Boston Garden va ser demolit el 1997, pocs anys després de ser completat pel seu successor, el Fleet Center, que ara és el TD Garden.